# Ширак Белви
Ширак Белви (фр. Chirac-Bellevue) насеље је и општина у централној Француској у региону Лимузен, у департману Корез која припада префектури Исел.
По подацима из 2011. године у општини је живело 273 становника, а густина насељености је износила 13,22 становника/km². Општина се простире на површини од 20,65 km². Налази се на средњој надморској висини од 630 метара (максималној 691 m, а минималној 545 m).

## Демографија
| 1962. | 1968. | 1975. | 1982. | 1990. | 1999. | 2011. |
| ----- | ----- | ----- | ----- | ----- | ----- | ----- |
| 223   | 265   | 230   | 217   | 191   | 205   | 273   |

График промене броја становника у току последњих година